# Mirono
Mirono é um distrito da comarca de Ngöbe-Buglé, Panamá. Possui uma área de 341,50 km² e uma população de 10.419 habitantes (censo 2000), perfazendo uma densidade demográfica de 30,51 hab/km². Sua capital é a cidade de Hato Pilón.